# Carenza di sacerdoti nella Chiesa cattolica

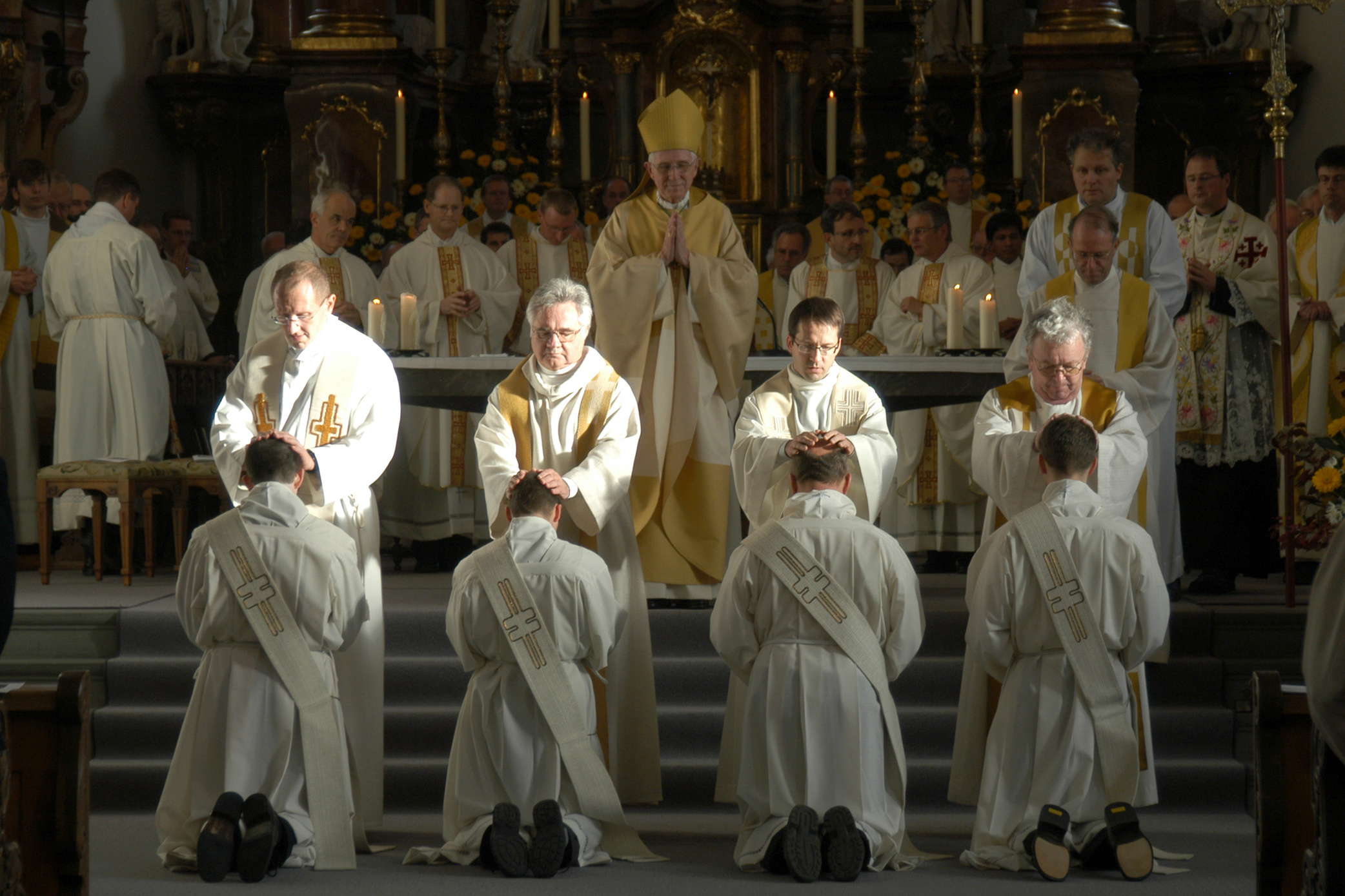
Ordinazioni sacerdotali in Svizzera. Il fenomeno della carenza di sacerdoti nella Chiesa cattolica ha subito un notevole aumento dalla seconda guerra mondiale ai giorni nostri

Dagli anni della seconda guerra mondiale, vi è stato un sostanziale calo del numero di sacerdoti nella Chiesa cattolica, un fenomeno considerato da molti come una vera e propria "carestia" del numero di preti. Dal 1980 al 2012, il numero di cattolici per sacerdote è passato da 1.895 a 3.126
Nel 2014, 49.153 parrocchie nel mondo hanno segnalato di non possedere un sacerdote residente. Tra il 1970 ed il 2013, il numero dei sacerdoti è sceso da 419.728 a 415.348.

## Carenze per area

### Nel mondo
A livello globale, il numero di sacerdoti nel 1970 era di 419.728. Nel 2012, vi erano in totale 414.313 sacerdoti. Mentre il numero totale dei sacerdoti nel mondo è rimasto pressoché invariato dal 1970, la popolazione cattolica nel mondo è in realtà quasi raddoppiata da 653.600.000 nel 1970 a 1.229.000.000 nel 2012. Nel 2012, inoltre, sono stati registrati i primi cali di numeri di vocazioni al sacerdozio.
Il numero di parrocchie senza un sacerdote residente è salito da 39.431 nel 1970 a 49.153 nel 2012. Il numero delle parrocchie senza sacerdote non comprende le centinaia di chiese chiuse o unificate ad altre per la mancanza di sacerdoti.
Nel 2021, in occasione della 95ª Giornata Missionaria Mondiale, il bilancio è stabile: le diminuzioni in Europa, in America e in Oceania, vengono compensate dagli aumenti in Africa e in Asia. Nel 2021 si contano 414.336 sacerdoti.

### In Europa
Il settimanale Der Spiegel ha riportato che la Germania, che solitamente inviava molti missionari all'estero, si trova oggi a corto di clero. Pertanto molte congregazioni tedesche sono state unificate e la Chiesa ha reclutato sacerdoti provenienti da altre parti del mondo. Circa il 10% di sacerdoti cattolici in Germania (circa 1300) è costituito da immigrati, molti provenienti dall'India.
In Irlanda nel decennio 2002-2012 il numero dei sacerdoti è calato del 13%, con percentuali simili anche nelle congregazioni regolari e con un alto tasso di sacerdoti prossimi al pensionamento. "La crisi è ora matematicamente certa. Se continuiamo così il futuro del clero irlandese non sarà più sostenibile" ha sottolineato padre Brendan Hoban, capo dell'Associazione dei Sacerdoti Cattolici irlandesi nel 2014 in un'intervista al The Irish Times.
Fonti della Chiesa cattolica spagnola hanno confermato che anche nel paese si sta avvertendo una crisi di sacerdoti. Nelle aree rurali, infatti, un solo sacerdote serve spesso in cinque o sei chiese. In un caso limite, un sacerdote della Cantabria è responsabile di ben 22 parrocchie. Uno studio sponsorizzato dalla Chiesa stessa ha mostrato come nel 2007, almeno 10.615 delle 23.286 parrocchie spagnole non hanno un sacerdote permanente.
Nel 2009, solo 90 sacerdoti sono stati ordinati in tutta la Francia, un calo significativo rispetto ai 112 ordinati solo un decennio prima. La gerarchia ecclesiastica si è da subito allarmata e anche in questo caso ha cercato sacerdoti all'estero. Il 10% dei sacerdoti francesi attuali, infatti, proviene dall'estero, con più di 650 dall'Africa (Togo, Madagascar, Burkina Faso).

#### In Italia
In Italia, malgrado la presenza radicata delle istituzioni ecclesiastiche a Roma e la presenza di un alto numero di cattolici, il numero di sacerdoti al 2012 era di circa 48.000. Al 2016 il numero di sacerdoti si è ridotto ulteriormente a 34.810, mostrando quindi una notevole carenza nel clero italiano Il gap, ad ogni modo, considerando altre medie nazionali, rimane comunque più elevato con 1 sacerdote ogni 1500 fedeli. Nel 2020 i sacerdoti in Italia sono 31.793 e i sacerdoti stranieri in entrata in Italia sono 2.631 (nel 1990 erano 204) e rappresentano l'8,3% del totale. L’età media dei sacerdoti italiani è di 61,8 anni ed è aumentata del 4,1% nell’arco degli anni 2000-2020. 

### In Nord America

Grafico che presenza la differenza negli Stati Uniti tra il numero di sacerdoti (in rosso, in migliaia) ed il numero di cattolici (in blu, in milioni)

Secondo Elio Masferrer, esperto religioso della Scuola Nazionale di Antropologia e Storia del Messico, la nazione messicana sta affrontando una vera e propria "crisi di vocazione". Più dell'85% della popolazione messicana è cattolica, ma ogni sacerdote gestisce circa 7000 fedeli. Negli Stati Uniti circa un quarto della popolazione è cattolica e vi è un sacerdote ogni 2000 fedeli.
Negli Stati Uniti il numero totale dei sacerdoti è calato da 58.534 del 1981 a 52.227 del 1991, 45.713 del 2001 e 37.192 del 2015 (con un 36% delle perdite dal 1981 al 2016).
Con il crescere costante della popolazione cattolica nazionale ed il numero decrescente dei sacerdoti, è invece salito negli Stati Uniti il numero di laici per ogni sacerdote: da 875:1 del 1981 a 1113:1 del 1991, 1429:1 del 2001 e 2,000:1 del 2012 (con un incremento del 130%). Nel 1960, solo il 3% delle parrocchie non aveva un sacerdote residente. Al 2000 il numero è salito al 13% ed al 2003 al 16%.

### In Africa
La regione dove il cattolicesimo è in rapida crescita è sicuramente l'Africa, ed il numero della popolazione cattolica dal 1980 ad oggi è aumentata del 238% con circa 200.000.000 di cattolici in tutto il continente, eccedendo di gran lunga il numero di sacerdoti presenti (+131%).

### In America Latina
Il National Catholic Reporter ha descritto così la mancanza di sacerdoti in America Latina: "Come in gran parte del mondo, questa vasta regione, sede del 40% dei cattolici nel mondo, ha una preoccupante mancanza di sacerdoti richiesti per celebrare validamente i sacramenti e per la vita della cristianità locale."
Durante la sua visita in Brasile, papa Benedetto XVI ha fatto notare la mancanza di sacerdoti in America Latina. Questa mancanza di sacerdoti è stata notata anche dalla gerarchia ecclesiastica locale, che ha evidenziato come questo porti vantaggi ad altre religioni come le chiese pentecostali ed i protestanti evangelici che superano il numero di sacerdoti cattolici di 2 a 1. Nel 1980, 9 brasiliani su 10 si identificavano come cattolici, ma oggi la percentuale è declinata di molto. Dal 2007 solo due terzi dei brasiliani hanno continuato a definirsi cattolici.
Nel 2014 il vescovo Erwin Krautler, capo di una grande diocesi brasiliana che si estende sulla foresta pluviale, ha incontrato papa Francesco per discutere della problematica della mancanza di sacerdoti. La diocesi di Krautler, infatti, disponeva di soli 27 sacerdoti per oltre 700.000 cattolici. Pertanto, molti cattolici erano costretti ad accostarsi ai sacramenti appena un paio di volte all'anno.

### In Asia
Sino a tempi recenti, l'India disponeva di un clero sufficiente alle proprie esigenze, ma anch'essa da qualche tempo ha difficoltà a reclutare seminaristi. "Sino a qualche anno fa si trovavano uomini d'ingegno abili al sacerdozio in India. Ma oggi, per differenti ragioni, la comunità futura è in crisi," ha dichiarato padre Udumala Bala, vice segretario della Conferenza dei Vescovi Cattolici dell'India.
Nelle Filippine, il numero di sacerdoti per fedele è di 1 ogni 8000. L'arcivescovo Luis Antonio Tagle ha dichiarato che il numero ideale sarebbe di 1 sacerdote ogni 2000 cattolici. A Manila, il numero è di 1 sacerdote ogni 20.000 fedeli.

## Conseguenze
La mancanza di sacerdoti crea notevoli problematiche nel mondo cattolico. È emersa infatti la pratica dell'"unione pastorale", ovvero due parrocchie che vengono gestite dal medesimo sacerdote, pur rimanendo due entità separate. In alcuni luoghi, la messa viene celebrata una sola volta a settimana. Alcuni paesi importano sacerdoti da altre nazioni. L'India in particolare sta esportando molti sacerdoti negli ultimi anni, in particolare nella società occidentale.
Nel contempo, ad ogni modo, vi è stata una crescita del numero di uomini e donne che entrano in altre forme di ministero per la Chiesa, come ad esempio i diaconi o i ministri laici, con un sempre maggior numero di laici partecipanti alla vita della Chiesa in generale. Il diritto canonico (CIC 517) permette ad un diacono o ad un ministro laico di essere nominato de facto gestore di una chiesa, sotto la supervisione di un moderatore ecclesiastico, in assenza di un presbitero qualificato.
Secondo il sociologo Dean Hoge, il numero dei cattolici nel mondo è in crescita, ma "la crescita del numero di sacerdoti è pari a zero." Le ricche nazioni occidentali hanno una popolazione sempre minore di sacerdoti, mentre altri paesi guadagnano clero, ma spesso "non abbastanza velocemente." Hoge ha dato nei suoi studi otto suggerimenti per far fronte alla mancanza di sacerdoti ad esempio negli Stati Uniti: reclutare più seminaristi, incardinare più sacerdoti immigrati, ordinare anche gli ex appartenenti al clero anglicano, permettere il matrimonio dei sacerdoti diocesani (egli ritiene che il celibato ecclesiastico sia uno dei principali ostacoli che impediscano agli uomini di entrare nel clero), incardinare i sacerdoti cattolici che abbiano lasciato l'abito per sposarsi, ordinare più diaconi permanente, impiegare più ministri laici o donne consacrate.

## Cause
Varie sono le cause della mancanza di sacerdoti che sono state, in molti casi, studiate. Tra queste ricordiamo:

### Richiesta del celibato
Nel 1985, Dean R. Hoge ha condotto un sondaggio in un college di studenti cattolici e ha determinato come il celibato rappresenti il deterrente più significativo all'entrata al sacerdozio. Hoge ha ritenuto che se il celibato fosse opzionale per i sacerdoti diocesani, il numero dei preti aumenterebbe di quattro volte tanto.

### Età dei sacerdoti attuali
Il Center for Applied Research in the Apostolate study nel 2008 ha notato come la metà dei soli sacerdoti statunitensi si ritirerà in pensione prima del 2019, senza un adeguato rimpiazzo nel numero, creando ulteriore scompenso.

### Scarsa natalità nelle famiglie
Papa Benedetto XVI, ancora da cardinale, aveva già evidenziato come il problema della scarsa natalità sia uno dei problemi che affliggono la mancanza di sacerdoti nella Chiesa cattolica, anteponendo tale problema anche a quello del celibato, dal momento che la presenza di uno o due figli di media nelle moderne famiglie, ha cambiato le priorità delle stesse famiglie. A questo si devono aggiungere le aspettative dei genitori sui loro figli.